# اورشولا آنتونیاک
اورشولا آنتونیاک (لهستانی: Urszula Antoniak؛ زادهٔ ۱۹۶۸ میلادی) کارگردان فیلم و فیلم‌نامه‌نویس اهل لهستان است.

## گزیدهٔ فیلم‌شناسی
- ۲۰۰۹: غیرشخصی
- ۲۰۱۱: کد آبی
- ۲۰۱۴: منطقه برهنه
- ۲۰۱۷: ورای کلمات
- ۲۰۲۰: کوه‌های جادویی[۲]